# Lerdo
Lerdo è una municipalità dello stato di Durango, nel Messico centrale, il cui capoluogo è la località di Ciudad Lerdo.
La popolazione della municipalità è di 141.043 abitanti (2010) e ha una estensione di 1.868,8 km².